# 高島平
高島平（たかしまだいら）は、東京都板橋区の町名。現行行政地名は高島平一丁目から九丁目。全域で住居表示が実施されている。

## 地理
板橋区北部、荒川及び新河岸川南岸に位置する後背湿地。総面積313ヘクタール。北側に新河岸、西側に三園、南側に大門・四葉・徳丸・西台、東側に蓮根と接している。高島平一丁目から高島平九丁目まであり、高島平二丁目は約3分の2、高島平三丁目は約2分の1の面積が高島平団地（高島平二丁目が賃貸、高島平三丁目が分譲）である。
特に高島平六丁目は、埼玉県との県境から200mとなっているほか、東京都中央卸売市場板橋市場やトラックターミナルを中心とする物流拠点となっている。高島平駅北口の高島平八丁目には商店や飲食店が多く、買い物客で賑わう。高島平九丁目には都営三田線車両基地である志村車両検修場があり、その上に都営住宅が建っている。
区画は整理されており、町域内は高島平五丁目を除いて東西と南北の道路が90度に交差し、住所表示による道順案内が容易にできる。荒川の後背湿地のため、全体が平坦な土地で、町域内の高低差はほとんどない。地域内を流れている前谷津川とその支流は、すべて暗渠となっており、その上が遊歩道となっている。
周辺の新河岸・三園を含めて高島平地域、高島平地区などと呼ばれることもある。明治から大正時代までは大半が北豊島郡赤塚村に属したため、赤塚地域の一部とされることもあり、警視庁や郵便局は、この区分を基本としている。

### 地価
住宅地の地価は、2025年（令和7年）1月1日の公示地価によれば、高島平1-37-4の地点で40万8000円/m2、高島平5-47-7の地点で38万1000円/m2となっている。

## 歴史

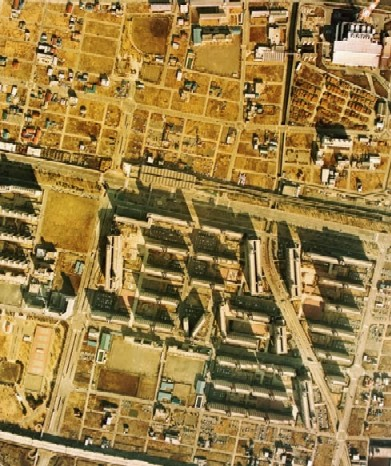
航空写真に見る高島平付近。高島平二丁目と都営地下鉄三田線高島平駅が中心。1974年度撮影。当時は、団地と清掃工場（=右上）以外、見るべき建物がなかった。

### 地名の由来
昭和40年（1965年）に団地建設計画が決定され、このさい高島秋帆の姓と地形の「平」から「高島平」と名付けられることが決定され、昭和43年（1968年）10月20日「板橋区のお知らせ」で高島平と呼ぶことが発表された。

### 団地建設以前
- 1841年（天保12年）砲術家高島秋帆が当地域にて、日本で初めてとなる洋式砲術と洋式銃陣の公開演習を行う。
- 1871年（明治4年）11月14日 - 大部分が浦和県（現埼玉県）から東京府に編入され、現在の高島平の全域が東京府内となる。
  - それ以前、長らく「徳丸ヶ原」と呼ばれる[注釈 1]農作地であった。
- 1948年（昭和23年）7月：当地域が特別都市計画法に基づく「緑化地域」に指定される[9]。
- 1958年（昭和33年）：東京都が土地区画整理事業の実施を条件として緑化地域指定解除の方針を示す。
- 1962年（昭和37年）5月：土地区画整理事業準備組織として「旧赤塚水田地帯開発協議会」が発足する。
- 1965年（昭和40年）
  - 6月：土地区画整理事業施行地域が確定する。
  - 12月：東京都交通局により、都営地下鉄6号線（現：三田線）が着工される。
- 1966年（昭和41年）12月：日本住宅公団（現：都市再生機構）を土地区画整理および団地造成事業主とすることが決まる。当初は5階建て中層住宅建設を予定していた。
- 1968年（昭和43年）12月：都営地下鉄6号線巣鴨－志村間開通。当地域内に西台駅、志村駅が開業する。
- 1969年（昭和44年）
  - 3月1日：板橋区による住居表示実施に伴い高島平一丁目～九丁目が発足する[10]。
  - 7月：高島平団地事業計画が14階建て高層団地主体に変更される。
  - 8月1日：都営地下鉄志村駅が「高島平」に改称される。
  - 12月：日本住宅公団による団地建設着工。
- 1970年（昭和45年）10月：東京都道447号赤羽西台線（現在の高島通り）供用開始。
- 1972年（昭和47年）
  - 1月：高島平団地第一次入居開始。
  - 3月：高島平団地竣工、土地区画整理事業終了。

### 団地建設以後
高島平団地への入居開始は1972年（昭和47年）から始まった。高島平団地の総戸数は10,170戸。団地以外の地域も、高島平全域が新興住宅地であり、地下鉄で山手線の駅への交通が確保されていたことから、若年層が多く入居した。旧来よりこの土地に生活していた人々は多くなかったが、整備された宅地に転居した。この結果、徳丸ヶ原には、高島平団地のみで2万人以上、高島平全域で5万人の人口を抱える一大住宅都市が出現した。こうして全く新しいコミュニティーが形成された結果、高島平には就学前教育機関、小学校、中学校、高等学校が公の手で整備され、団地内には図書館・警察署・消防署（出張所）・役所（板橋区役所高島平出張所）・病院などが順次整備された。さらに、商業施設やスポーツ・レクリエーション施設も多く投資・整備された。
この結果、多くの高島平居住民は地域内で生活全般が充足され、地域内の結びつきをより強くすることになった。当時分譲された高島平一丁目・高島平四丁目・高島平五丁目は戸建住宅街として当時中間所得層の人気を集め、現在に至るまで全般に地域社会は循環している。これに対して、団地地区では居住民の子弟が成人後、あるいは就職後に独り立ちするなどして、1992年をピークに人口が減少に転じ、高齢化問題が表面化している。
かつて、最盛期に高島平には公立（板橋区立）の高島第一から高島第七まで7つの小学校、同第一から第三までと西台の4つの中学校があった。高島平団地も1991年（平成3年）には2万5千人が住むピークを迎えたが、1994年（平成6年）より人口の減少が見られるようになり、少子化が顕著となった。そのため、いくつかの小学校は統合・廃校となった。中学校に関しては全体の教育水準が高く越境入学なども見られることから統合の予定はないが、全体的な生徒数は減少傾向にある。

### 町名の変遷
| 実施後       | 実施年月日   | 実施前（各町丁の一部）                         |
| ------------ | ------------ | ---------------------------------------------- |
| 高島平一丁目 | 1969年3月1日 | 志村西台町、徳丸町                             |
| 高島平二丁目 | 1969年3月1日 | 徳丸町、志村西台町                             |
| 高島平三丁目 | 1969年3月1日 | 四葉町、徳丸町、下赤塚町                       |
| 高島平四丁目 | 1969年3月1日 | 下赤塚町、四葉町                               |
| 高島平五丁目 | 1969年3月1日 | 上赤塚町、下赤塚町、三園町二丁目               |
| 高島平六丁目 | 1969年3月1日 | 下赤塚町、上赤塚町、三園町二丁目、三園町三丁目 |
| 高島平七丁目 | 1969年3月1日 | 下赤塚町、徳丸町、四葉町                       |
| 高島平八丁目 | 1969年3月1日 | 徳丸町、志村西台町、徳丸本町                   |
| 高島平九丁目 | 1969年3月1日 | 志村西台町、徳丸町                             |

## 問題

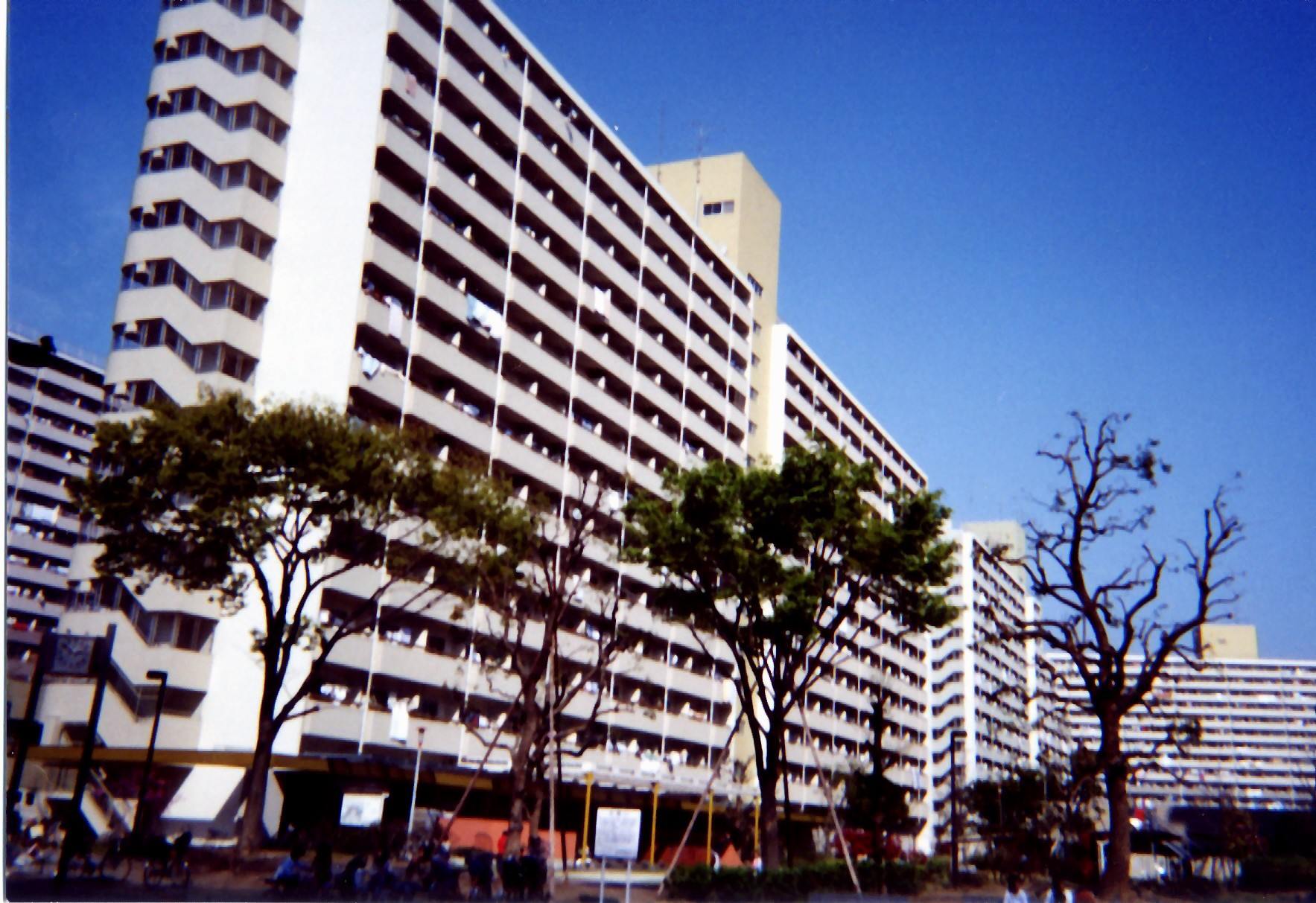
高島平団地

1970年代、都内にはまだ高層建造物が珍しかったことや、オフィスビル等と異なり一般住宅という性格上外部からの侵入が至って容易であり、また高層階も低層階と同程度の落下安全対策しか取られていなかったこともあり、投身自殺に訪れる人が跡を絶たず、特に1977年4月に父子3人が投身自殺をして以来、マスメディアにしばしば「自殺の名所」と呼ばれた。その数は1980年（昭和55年）には133人に達し、社会問題になった。そこで内閣府が所管する日本開発構想研究所が分析・対策研究を行い、1981年（昭和56年）に高層団地の3階以上の廊下や非常階段などの共用部分に花や鳥を模したフェンスを張り、屋上を侵入禁止にするなどの対策がとられ、以降団地内での投身自殺は激減している。
現在では、高島平団地における少子高齢化問題が顕著となっており、2012年（平成24年）の調査によると高島平団地に住む16,804名の内、65歳以上の割合が6,904名で41.1%となる。さらには、55歳から64歳の割合が3,120名で18.6%を占めるため、今後も高齢化率がさらに加速するものと考えられる。一方、15歳未満の子供の割合が842名で住民全体の5.0%に過ぎない。また、築年数40年を超える建造物であることから、高齢者が居住することを前提に考えられた居住環境ではないが、高島平団地に住む55歳以上の平均居住年数は24.4年であり、要支援・要介護認定を受けているにもかかわらず住居のバリアフリー化が行われていない世帯が多い事も問題となっている。さらには独居世帯が多く、55歳以上の調査で一人暮らしの割合が53.2%となっている。世帯数は8,500世帯以上であり、空室が目立ってきている。そのため、若年層世帯の獲得に向けたリノベーションや高齢者が住みやすい環境を整えるべく福祉住環境を整えたり、空室を利用して訪問介護と包括して利用できるサービス付き高齢者向け住宅の構築など対策が急がれている。
また、外国人入居者が増加傾向となっており全体の4.8%となる801名が高島平団地に住む。外国人のみでは65歳以上は0.6%、15歳未満は14.2%となっており外国人に関しては生産年齢人口の割合は高い。

## 世帯数と人口
2025年（令和7年）3月1日現在（板橋区発表）の世帯数と人口は以下の通りである。
| 丁目         | 世帯数     | 人口     |
| ------------ | ---------- | -------- |
| 高島平一丁目 | 5,202世帯  | 8,616人  |
| 高島平二丁目 | 8,714世帯  | 12,851人 |
| 高島平三丁目 | 2,920世帯  | 5,216人  |
| 高島平四丁目 | 1,046世帯  | 2,016人  |
| 高島平五丁目 | 1,937世帯  | 3,528人  |
| 高島平六丁目 | 44世帯     | 44人     |
| 高島平七丁目 | 3,234世帯  | 5,052人  |
| 高島平八丁目 | 2,280世帯  | 3,763人  |
| 高島平九丁目 | 5,076世帯  | 8,546人  |
| 計           | 30,453世帯 | 49,632人 |

### 人口の変遷
国勢調査による人口の推移。
| 年                 | 人口   |
| ------------------ | ------ |
| 1995年（平成7年）  | 56,773 |
| 2000年（平成12年） | 52,970 |
| 2005年（平成17年） | 50,297 |
| 2010年（平成22年） | 50,193 |
| 2015年（平成27年） | 49,646 |
| 2020年（令和2年）  | 51,223 |

### 世帯数の変遷
国勢調査による世帯数の推移。
| 年                 | 世帯数 |
| ------------------ | ------ |
| 1995年（平成7年）  | 24,260 |
| 2000年（平成12年） | 24,790 |
| 2005年（平成17年） | 25,127 |
| 2010年（平成22年） | 26,539 |
| 2015年（平成27年） | 26,802 |
| 2020年（令和2年）  | 29,611 |

## 学区
区立小・中学校に通う場合、学区は以下の通りとなる（2017年7月時点）。なお、飛び番となっている高島第四小学校は、2022年（平成14年）に統廃合の対象となり、学区を高島第一小学校と高島第六小学校（旧来の第六小学校を廃校の上、新たに新設）に再編した経緯がある。 
| 丁目         | 番地                                | 小学校                                        | 中学校                 |
| ------------ | ----------------------------------- | --------------------------------------------- | ---------------------- |
| 高島平一丁目 | 全域                                | 板橋区立高島第六小学校                        | 板橋区立西台中学校     |
| 高島平二丁目 | 全域                                | 板橋区立高島第七小学校 板橋区立高島第二小学校 | 板橋区立高島第二中学校 |
| 高島平三丁目 | 13番                                | 板橋区立高島第七小学校 板橋区立高島第二小学校 | 板橋区立高島第二中学校 |
| 高島平三丁目 | 1～12番                             | 板橋区立高島第五小学校                        | 板橋区立高島第三中学校 |
| 高島平四丁目 | 全域                                | 板橋区立高島第三小学校                        | 板橋区立高島第三中学校 |
| 高島平五丁目 | 全域                                | 板橋区立高島第三小学校                        | 板橋区立高島第三中学校 |
| 高島平六丁目 | 全域                                | 板橋区立高島第三小学校                        | 板橋区立高島第三中学校 |
| 高島平七丁目 | 全域                                | 板橋区立高島第一小学校                        | 板橋区立高島第一中学校 |
| 高島平八丁目 | 1～17番 24番 33番                   | 板橋区立高島第一小学校                        | 板橋区立高島第一中学校 |
| 高島平八丁目 | 18～23番 25～32番                   | 板橋区立新河岸小学校                          | 板橋区立高島第一中学校 |
| 高島平九丁目 | 1番                                 | 板橋区立高島第六小学校                        | 板橋区立西台中学校     |
| 高島平九丁目 | 2～11番 28～37番 44〜45番           | 板橋区立蓮根第二小学校                        | 板橋区立西台中学校     |
| 高島平九丁目 | 12〜13番 24～27番 38～43番 46〜47番 | 板橋区立蓮根第二小学校                        | 板橋区立高島第一中学校 |
| 高島平九丁目 | 14～23番 48番                       | 板橋区立高島第一小学校                        | 板橋区立高島第一中学校 |

## 事業所
2021年（令和3年）現在の経済センサス調査による事業所数と従業員数は以下の通りである。
| 丁目         | 事業所数    | 従業員数 |
| ------------ | ----------- | -------- |
| 高島平一丁目 | 322事業所   | 4,570人  |
| 高島平二丁目 | 164事業所   | 1,908人  |
| 高島平三丁目 | 69事業所    | 1,777人  |
| 高島平四丁目 | 57事業所    | 514人    |
| 高島平五丁目 | 42事業所    | 319人    |
| 高島平六丁目 | 129事業所   | 2,412人  |
| 高島平七丁目 | 163事業所   | 1,554人  |
| 高島平八丁目 | 189事業所   | 1,750人  |
| 高島平九丁目 | 167事業所   | 2,317人  |
| 計           | 1,302事業所 | 17,121人 |

### 事業者数の変遷
経済センサスによる事業所数の推移。
| 年                 | 事業者数 |
| ------------------ | -------- |
| 2016年（平成28年） | 1,447    |
| 2021年（令和3年）  | 1,302    |

### 従業員数の変遷
経済センサスによる従業員数の推移。
| 年                 | 従業員数 |
| ------------------ | -------- |
| 2016年（平成28年） | 15,923   |
| 2021年（令和3年）  | 17,121   |

## 交通

### 鉄道
- 東京都交通局
  - 都営地下鉄三田線：西台駅・高島平駅・新高島平駅・西高島平駅　全列車が停車する。
    - 南行：巣鴨・日比谷・目黒方面　東急目黒線、東急新横浜線、相鉄新横浜線、相鉄本線・相鉄いずみ野線経由で、海老名駅・湘南台駅まで直通運転。

### バス
路線バス
- 国際興業バス（池袋駅西口行、赤羽駅西口行、浮間舟渡駅行、ときわ台駅行、東武練馬駅行、下赤塚駅行、成増駅行など）

高速バス
- 日本中央バス（仙台駅東口行）

### 道路
- 首都高速5号池袋線（高島平出入口（都心方面のみ））
- 国道17号（新大宮バイパス）
- 東京都道446号長後赤塚線
- 東京都道447号赤羽西台線（高島通り）

町域内に設置された首都高速5号池袋線の出入口は高島平出入口だが、埼玉県寄りの位置にあるため、池袋方面へは中台出入口を利用するものも多い。

## 施設

### 小学校
- 板橋区立高島第一小学校
- 板橋区立高島第二小学校
- 板橋区立高島第三小学校
- 板橋区立高島第五小学校
- 板橋区立高島第六小学校

#### 廃校
- 板橋区立高島第四小学校（2001年、高島第六小学校に統合）
- 板橋区立高島第七小学校（2007年、高島第二小学校に統合）

### 中学校
- 板橋区立高島第一中学校
- 板橋区立高島第二中学校
- 板橋区立高島第三中学校
- 板橋区立西台中学校

### 高等学校
- 東京都立高島高等学校
- 大東文化大学第一高等学校

### 特別支援学校
- 東京都立高島特別支援学校
- 東京都立板橋特別支援学校

### 大学
- 大東文化大学板橋キャンパス

### 公園
- 東京都立赤塚公園
- 板橋区立徳丸ヶ原公園

### 図書館
- 板橋区立高島平図書館

### 役所
- 板橋区役所高島平出張所（高島平区民館）

### 警察署・交番
- 高島平警察署
  - 西台駅前交番
  - 高島平駅前交番
  - 笹目橋交番

### 消防署
- 志村消防署高島平出張所

### 病院
- 高島平中央総合病院
- 板橋区医師会病院

### ごみ処理場
- 板橋清掃工場

### 動物園
- 板橋区立熱帯環境植物館

### スポーツ施設
- 板橋区立高島平温水プール

### 郵便局
- 板橋西郵便局（ゆうちょ銀行板橋店を併設）
  - 大東文化学園内郵便局
  - 板橋高島平郵便局
  - 板橋高島平七郵便局
  - 板橋高島平八郵便局（2019年3月11日に板橋新河岸団地内郵便局から移転・改称）
  - 板橋西台駅前郵便局

### 中央卸売市場
- 東京都中央卸売市場板橋市場

### 商業施設
- メトロ・エム高島平 - 1999年4月20日開店[27]（8丁目）
  - 東急ストア 高島平店 - 1999年4月20日開店[27]
  - ケーヨーD2 高島平店
- ライフ 高島平店 - 1996年8月30日開店[28]
- 松坂屋ストア（ピーコックストア） 高島平店（2丁目）
- 東武ストア 高島平店（2丁目）
- アコレ 高島平店（7丁目）
- コープとうきょう 高島平店（8丁目）
- ビッグ・エー 高島平店（1丁目）
- 洋服の青山 高島平西台店（1丁目）
- アオキ 高島平店（1丁目）
- マツモトキヨシ 高島平店（8丁目）
- ダイソー 高島平店（7丁目）、高島平とうきゅう店（8丁目）
- キャンドゥ 高島平店（2丁目）、西台店（1丁目）

## その他

### 日本郵便
- 郵便番号 : 175-0082[3]（集配局 : 板橋西郵便局[29]）。